# PATH (Toronto)

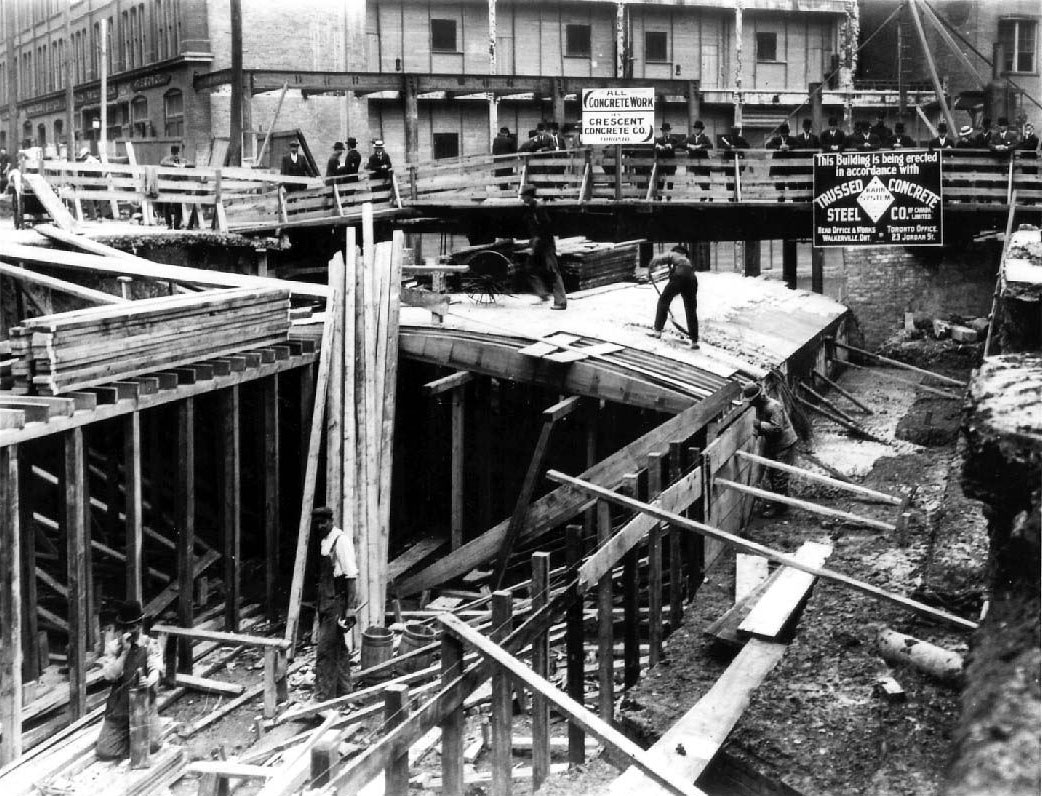
O primeiro túnel em construção em 1900 para o Eaton's

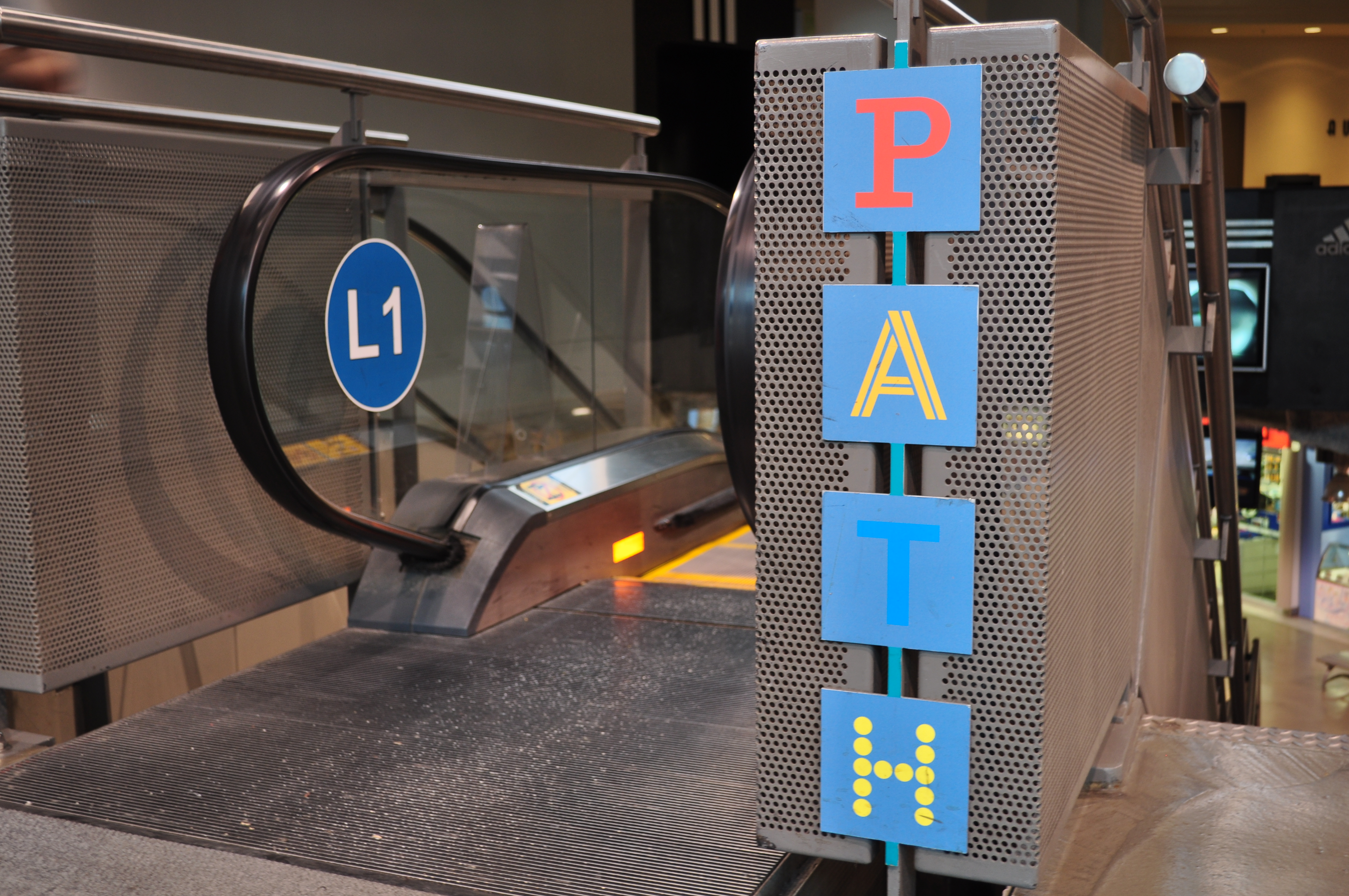
Entrada do PATH.

PATH é um complexo de túneis subterrâneos existentes no centro de Toronto, Ontario, Canada.
De acordo com o Guinness World Records, PATH é o maior complexo comercial subterrâneo do mundo, com 371,600 m².

## Galeria

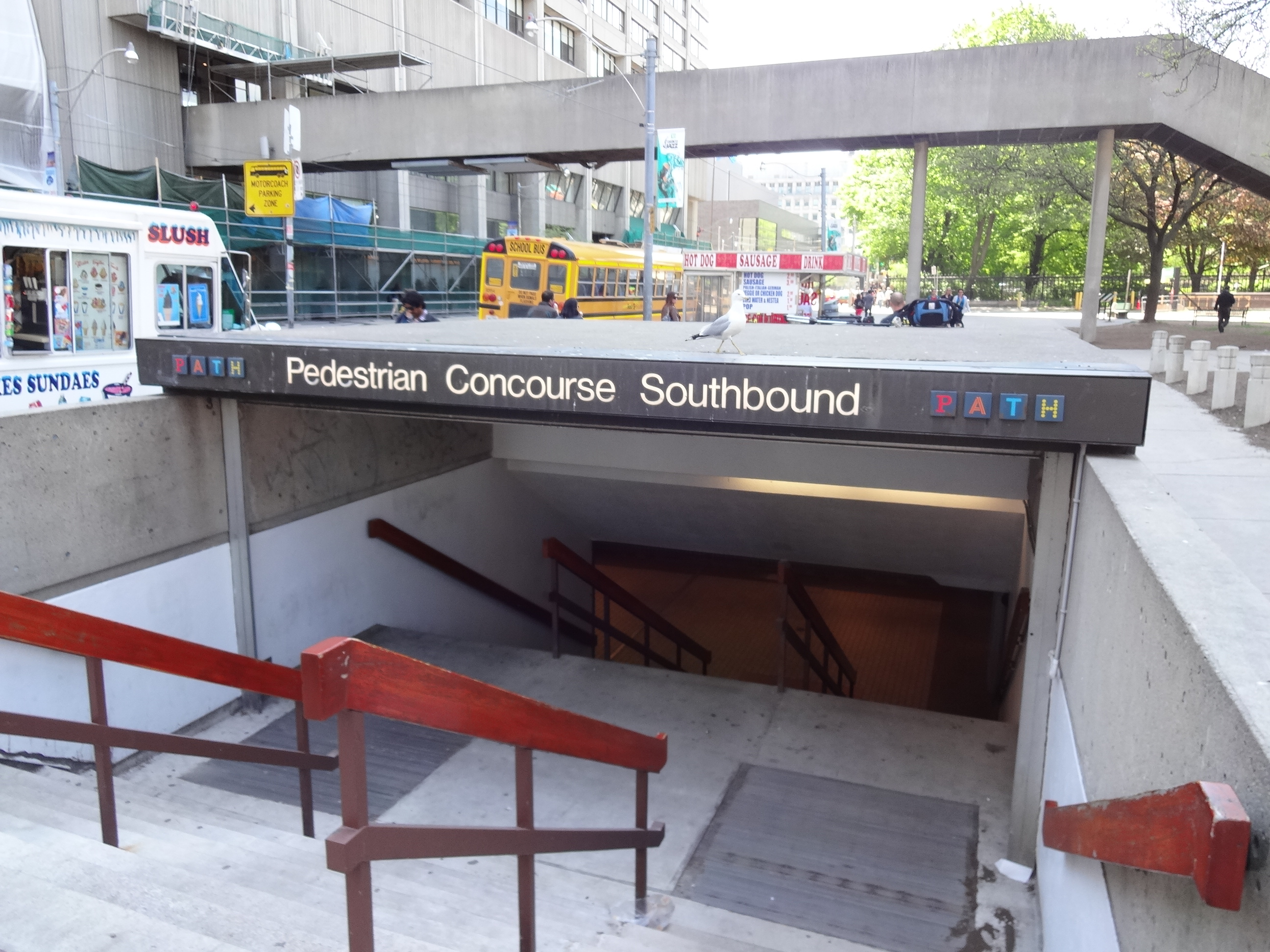
Entrada da PATH na Queen Street.
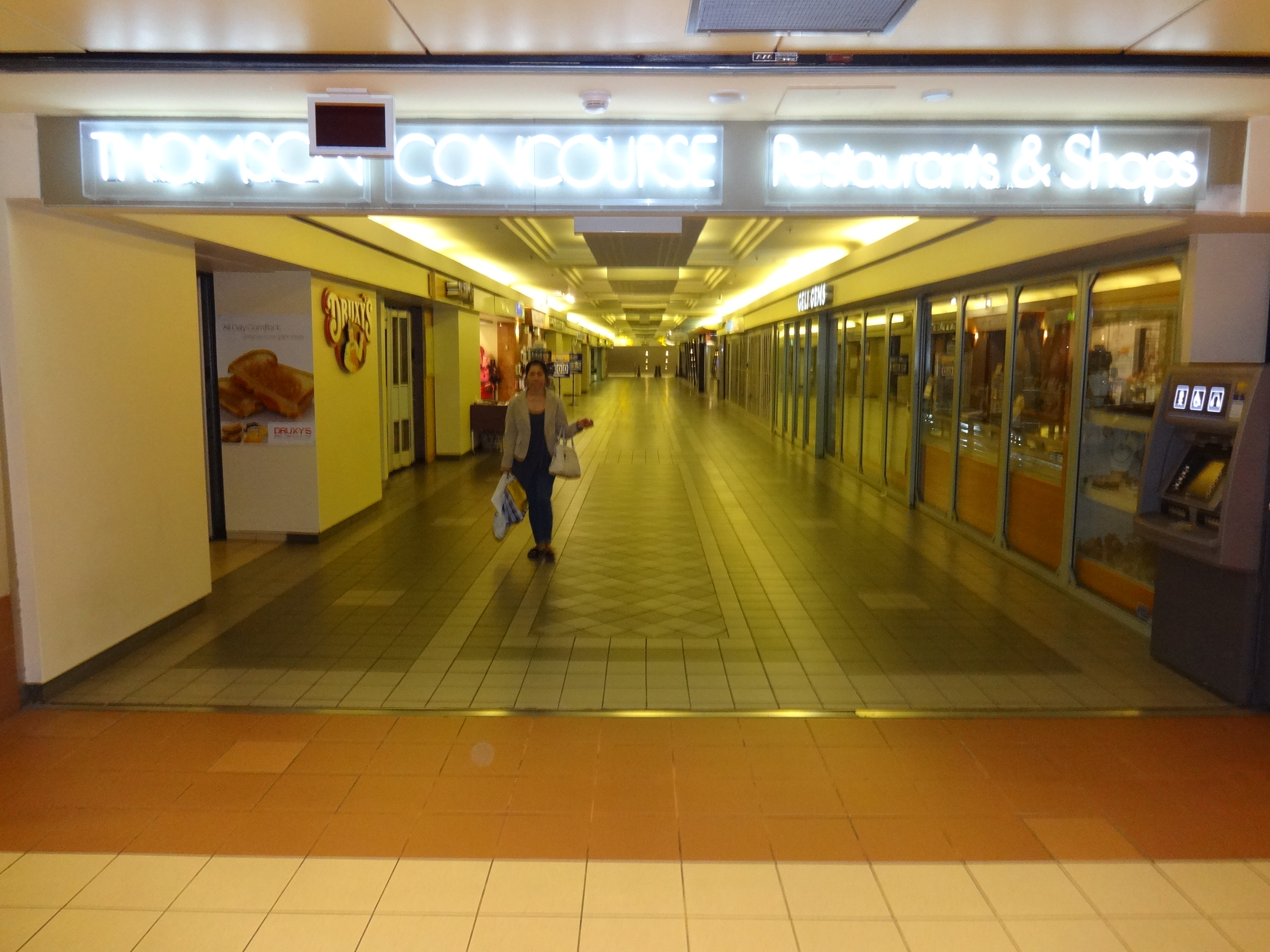
Thomson Concourse na PATH.
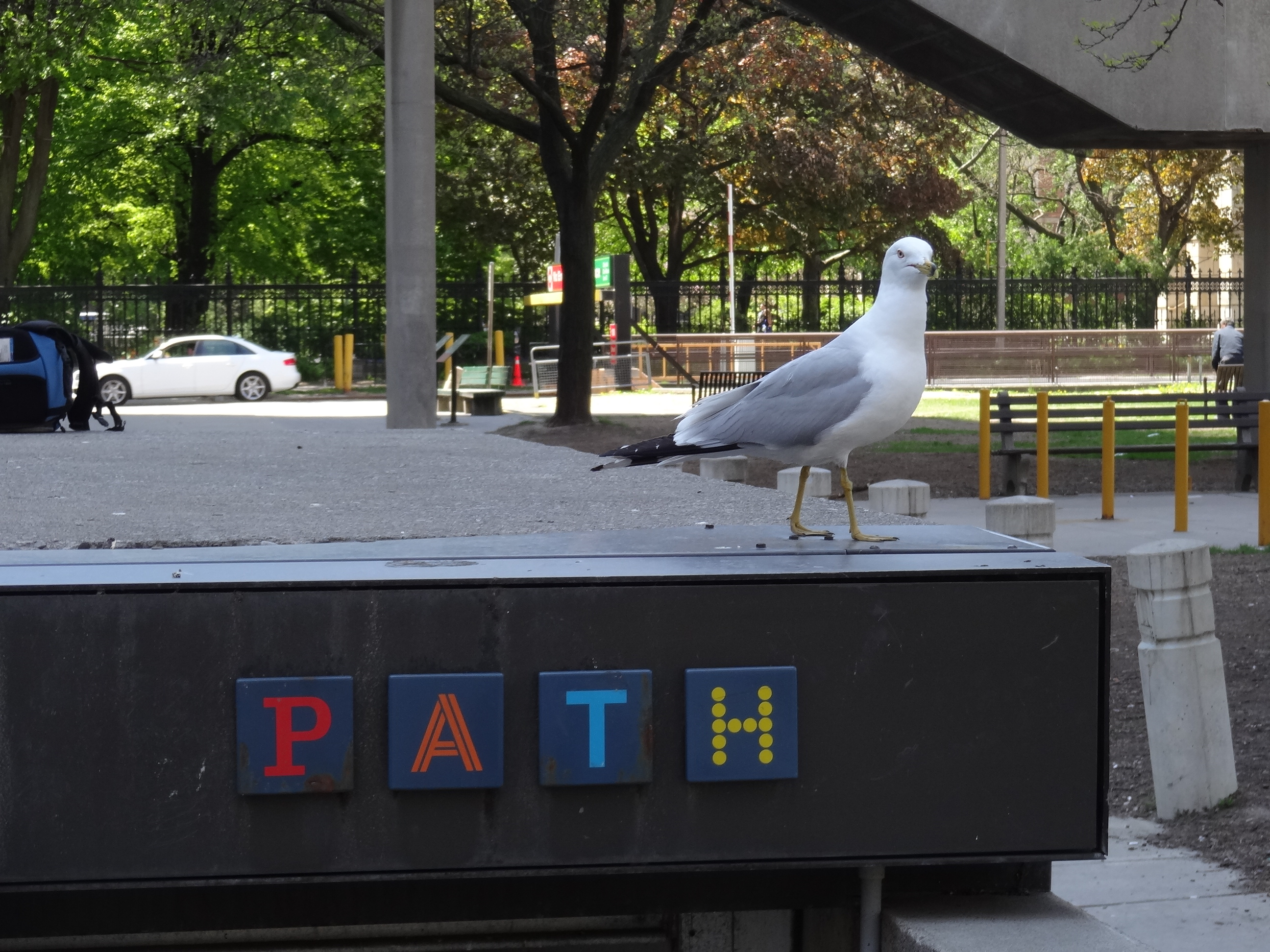
Pássaro sobre a entrada da PATH.
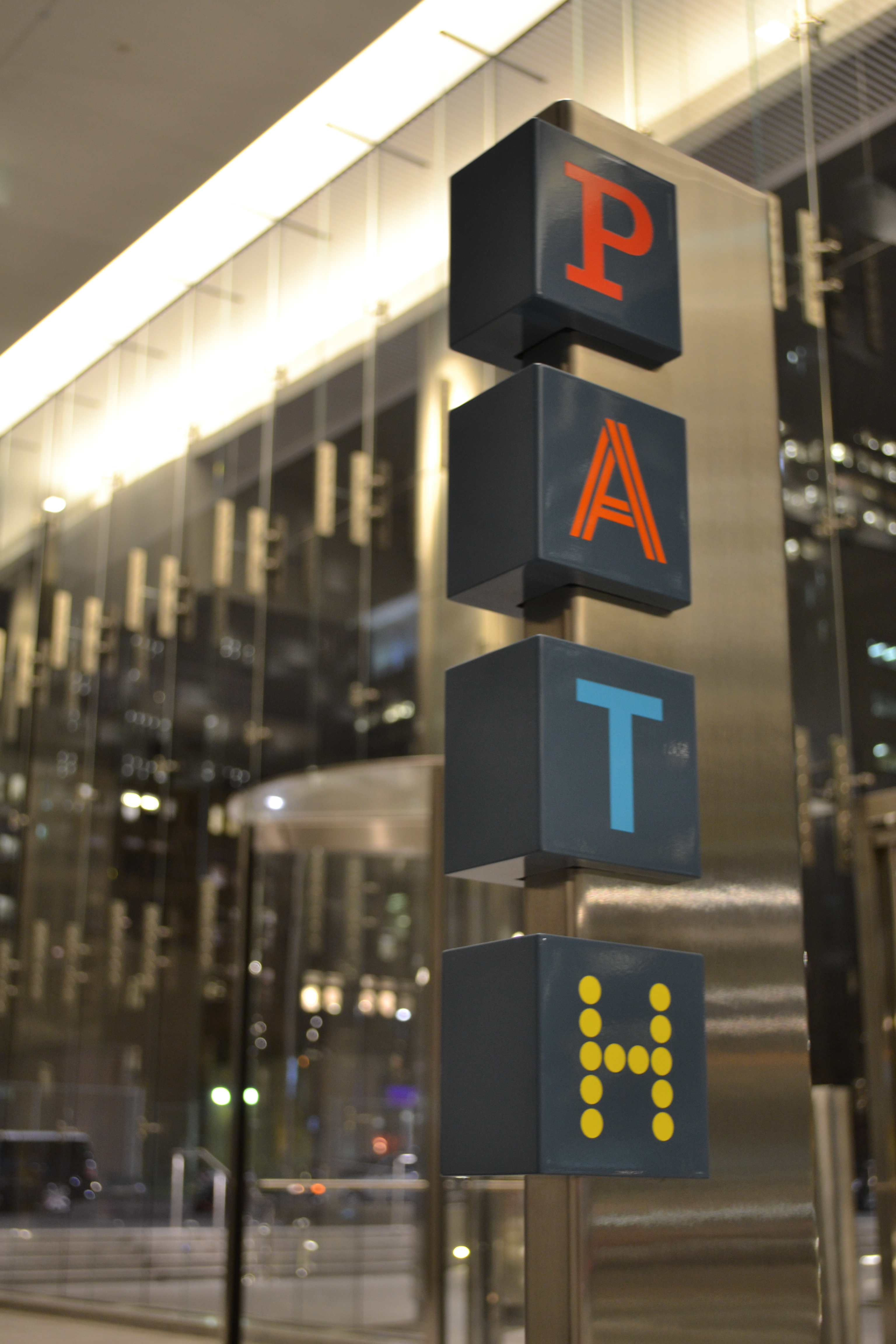
Placa na PATH.
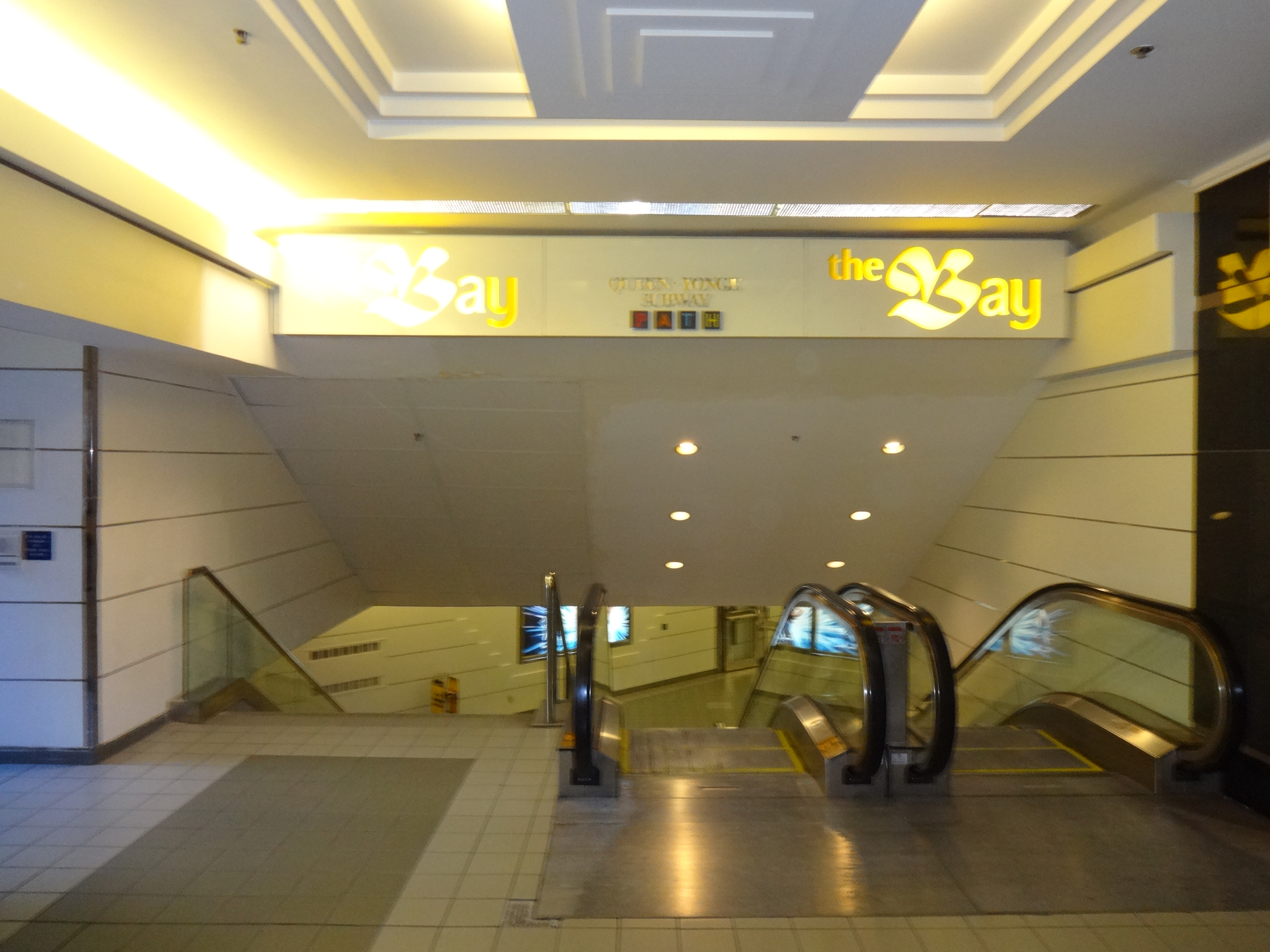
Entrada do The Bay pela PATH.
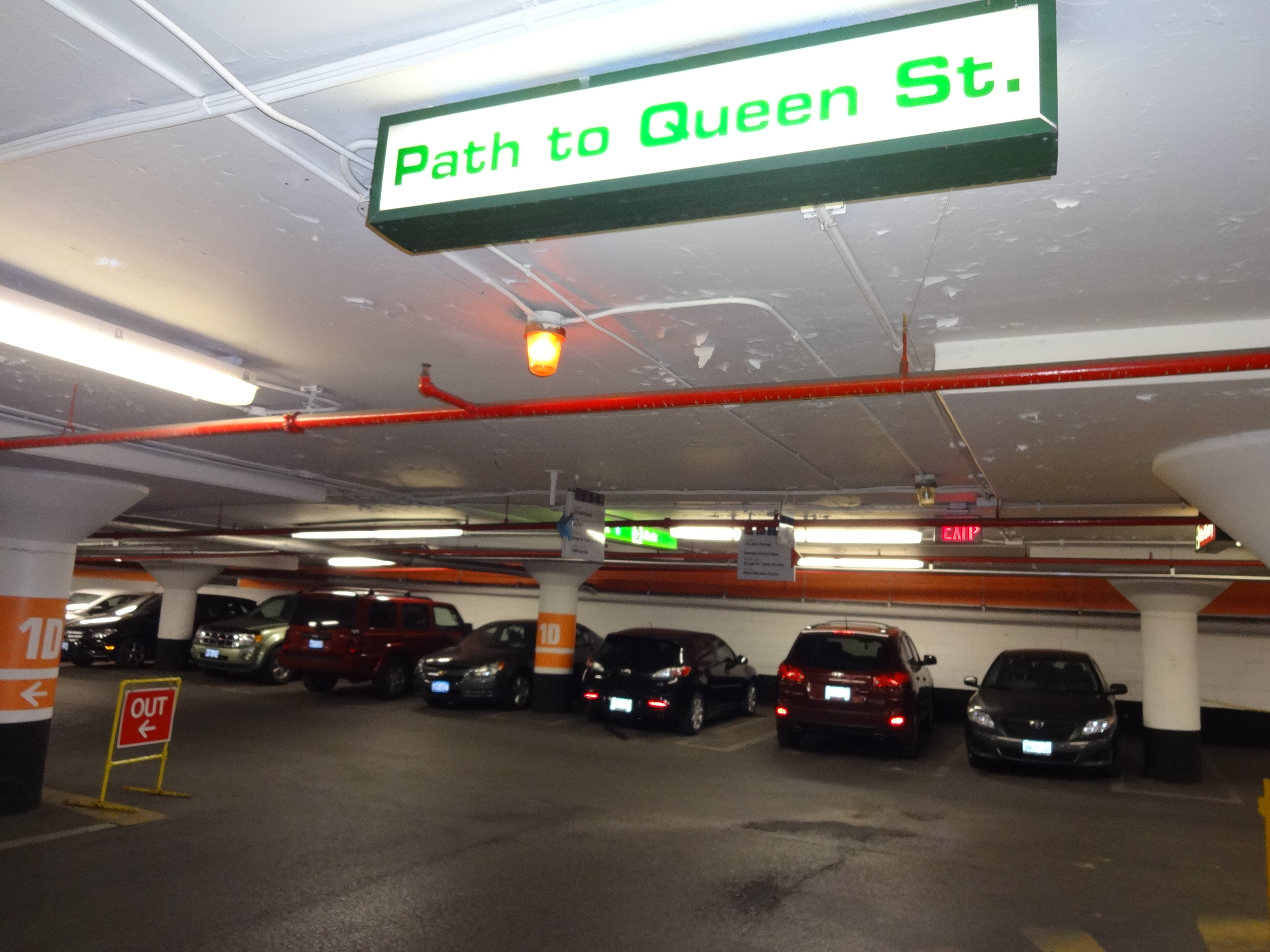
Placa no estacionamento da prefeitura de Toronto